# Штайн (Ааргау)
Штайн (нім. Stein AG) — громада  в Швейцарії в кантоні Ааргау, округ Райнфельден.

## Географія
Громада розташована на відстані близько 80 км на північний схід від Берна, 19 км на північний захід від Аарау.
Штайн має площу 2,8 км², з яких на 39,1% дозволяється будівництво (житлове та будівництво доріг), 28,5% використовуються в сільськогосподарських цілях, 22,1% зайнято лісами, 10,3% не є продуктивними (річки, льодовики або гори).

## Демографія
2019 року в громаді мешкало 3184 особи (+11,8% порівняно з 2010 роком), іноземців було 40,6%. Густота населення становила 1133 осіб/км².
За віковим діапазоном населення розподілялося таким чином: 18,9% — особи молодші 20 років, 63,6% — особи у віці 20—64 років, 17,5% — особи у віці 65 років та старші. Було 1402 помешкань (у середньому 2,2 особи в помешканні).
Із загальної кількості 3475 працюючих 6 було зайнятих в первинному секторі, 1997 — в обробній промисловості, 1472 — в галузі послуг.